# Marie Curie, une femme honorable

Marie Curie, une femme honorable est un téléfilm français, en trois parties réalisé par Michel Boisrond et diffusé à partir du 12 mars 1991 sur FR3.

## Fiche technique
- Réalisation : Michel Boisrond
- Scénario : Françoise Giroud
- Musique : Jean-Marie Sénia
- Photographie : Witold Adamek
- Format : Couleur - 1,33:1 - 35 mm - Son stéréo
- Pays :  France
- Genre : Film dramatique et biographique
- Durée : 240 min (3 épisodes de 90 minutes)
- Date de diffusion : 12 mars 1991 sur FR3

## Distribution
- Marie-Christine Barrault : Marie Curie
- Roger Van Hool : Pierre Curie
- Jean-Luc Moreau : Paul Langevin
- Mirosława Marcheluk : Henriette Perrin, épouse de Jean
- John Hargreaves : Ernest Rutherford
- Piotr Machalica : Jean Perrin
- Maria Czubasiewicz : Jeanne Langevin, épouse de Paul
- Luigi Diberti : Émile Borel
- Joanna Jedryka : Hertha Ayrton
- Andrzej Szczepkowski : le docteur Eugène Curie
- Fleur Delaunay : Irène Curie (de 7 à 14 ans)
- Krzystof Kolbasiuk : Kazimierz Dłuski
- René Loyon : André Debierne
- Aleksander Bardini : Charles Bouvard
- Jean-Pierre Sentier : Petit
- Jerzy Kryszak : Ignacy Paderewski
- Monica Scattini : Marie Mattingly Meloney
- Xavier Depraz : Anatole France
- Catherine Gandois : Marguerite Borel
- Alain Mottet : Paul Appell